# Dražica, Borovnica
Dražica este o localitate din comuna Borovnica, Slovenia, cu o populație de 77 de locuitori.